# Finnian di Clonard
Finnian di Clonard (in irlandese Cluain Eraird; Myshall, 470 – Clonard, 549 o 552) è stato un abate irlandese, una figura fondamentale della Chiesa irlandese delle origini, nel periodo immediatamente successivo a San Patrizio e fu uno dei Padri del monachesimo irlandese. È venerato come santo dalla Chiesa cattolica.

## Biografia
Una Vita di San Finnian, scritta nel X secolo, racconta che nacque e studiò nella città di Myshall, nella contea di Carlow, nel Leinster, dove i suoi primi passi furono guidati da San Fortchern. Poi, su indicazione del maestro, si trasferì per 30 anni nel Galles, dove frequentò San David, e studiò con San Cadoc e San Gilda il saggio, a Llancarfan, nel Glamorganshire. Tornato in Irlanda, vagò per l'isola, finché un angelo lo condusse nel luogo, dove gli fu detto che il suo corpo sarebbe risorto nel Giorno del Giudizio e dove avrebbe dovuto fondare il suo monastero, a Clonard, nella contea di Meath.
All'inizio Finnian si costruì una piccola cella e una cappella di argilla e graticcio e fece vita di studio, preghiera e mortificazione. La fama della sua sapienza e santità si sparse presto nei dintorni e richiamò discepoli da ogni parte dell'isola. Divennero famosi i suoi commenti alle sacre scritture.
L'Abbazia di Clonard fu la prima grande scuola di monachesimo dell'isola. Finnian di Clonard divenne celebre come il "maestro dei santi d'Irlanda" ed ebbe fino a tremila discepoli, come riporta l'Officio di San Finnian.
Sorte fit doctor humilis;

Verbi his fudit fluvium

Ut fons emanans rivulis.»
tra i quali i cosiddetti "dodici apostoli d'Irlanda". Quando i monaci lasciavano Clonard, portavano con loro il Vangelo, un pastorale e un reliquiario, attorno ai quali costruivano le loro chiese e i nuovi monasteri.
San Finnian probabilmente morì durante un'epidemia di peste. L'anno esatto della sua morte è incerto: probabilmente fu tra il 549 e il 552. Fu sepolto nella sua chiesa a Clonard. Le sue reliquie furono custodite nella sua abbazia sino alla loro distruzione nell'887. Per secoli dopo la sua morte, la sua scuola continuò a essere famosa per lo studio della bibbia: Clonard divenne la sede della diocesi di Trim (benché Finnian non fosse mai stato consacrato vescovo). Nell'XI secolo fu saccheggiata dai vichinghi; passata sotto la custodia dei monaci agostiniani fu definitivamente distrutta dagli O'Rorke signori di Breffny e Dermot McMurrough (Diarmait Mac Murchada), nel XVI secolo.
Si dice che San Finnian (Vinnianus) sia l'autore di un Penitenziale basato in parte su fonti gallesi e irlandesi, su San Girolamo e San Giovanni Cassiano, benché alcuni autori lo attribuiscano al suo omonimo San Finnian di Moville.
San Finnian di Clonard è patrono della diocesi di Meath, in Irlanda e la sua memoria ricorre il 12 dicembre.